# إمبراطورية رحل

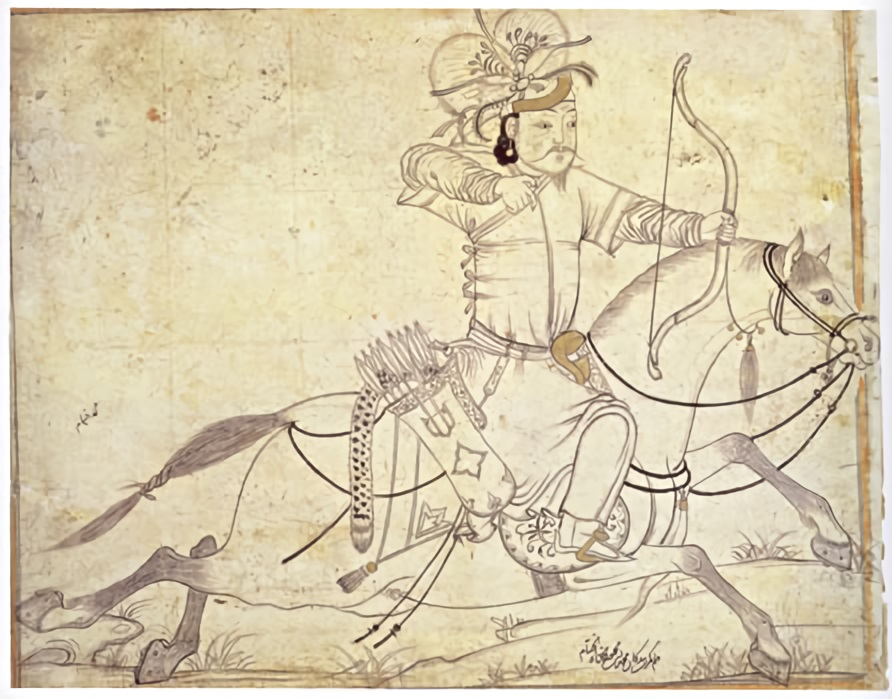

الإمبراطوريات الرحل (تسمى أحيانًا إمبراطوريات السهوب، إمبراطوريات آسيا الوسطى أو الداخلية) هي الإمبراطوريات التي أقامها الرحل الذين كانوا يحاربون بالقوس، ويجيدون ركوب الخيل والتنقل في السهوب الأوراسية، عاش هؤلاء الرحل من الفترة ما بين العصور القديمة الكلاسيكية (سكيثيا) إلى العصر الحديث المبكر (خانات زونغار). كانت هذه الإمبراطوريات هي المثال الأبرز على الأنظمة السياسية غير المستقرة.
اتحدت بعض إمبراطوريات الرحل من خلال القيام بغزو دولة مستقرة وإنشاء عاصمة داخلها واستغلال البيروقراطيين والموارد التجارية لتلك الدولة. في مثل هذا السيناريو، قد يصبح الرحل مندمجين ثقافيًا مع ثقافة الشعوب التي اُحْتُلَّت قبل الإطاحة بها في نهاية المطاف. وصف ابن خلدون (1332-1406) سيناريو مماثل على نطاق أصغر في عام 1377 في نظرياته في علم الاجتماع.
قد يشير مؤرخو العصور الوسطى المبكرة إلى هذه الأنظمة السياسية على أنها «خانيات» (جمع خان وهو لقب حكامها). بعد الفتوحات المغولية في القرن الثالث عشر، أصبح مصطلح أوردا هو المصطلح المستخدم - كما في «خانية القبيلة الذهبية».